# Узунларське
Узунла́рське озеро (крим. Uzunlar gölü) — пересихаюче солоне озеро в Криму, що розташоване на півдні Керченського півострова, на території Керченського району, у групі Керченських озер. Від Чорного моря відокремлене піщано-черепашковим пересипом.
Довжина 10 км, пересічна ширина 1,5 км (максимальна 5,5 км), площа — 21,2 км², глибина до 1,2 м. Улоговина видовжена, неправильної форми, має лиманне походження. Берегова лінія дуже звивиста. Схили та північні береги високі.
Група гідрологічного режиму — безстічне. Живиться морськими і ґрунтовими водами, частково — за рахунок поверхневого стоку. Ропа хлоридно-сульфатного типу, солоність коливається від 150 до 260 ‰. Дно вкрите шаром сірого і чорного мулу завтовшки до 10 м; чорний мул має лікувальні властивості. На опріснених ділянках розвиваються водорості. Влітку озеро часто пересихає і на дні утворюється соляна кірка.
У минулому тут добували сіль.